# Список воинов, удостоенных звания Героя Советского Союза за подвиги в Курской битве

Список представляет собой перечень советских воинов, удостоенных звания Герой Советского Союза за подвиги, совершённые в ходе Курской битвы. Серым цветом выделены дважды Герои.
| № п/п | Фамилия, имя, отчество              | Воинское звание                            | Должность, подразделение, часть на день присвоения звания                                                                                   | Дата присвоения звания                               | Примечание |
| ----- | ----------------------------------- | ------------------------------------------ | --- | ---------------------------------------------------- | ---------- |
| 1     | Абдуллин, Мансур Идиатович          | гвардии старший сержант                    | командир орудия 167 гв. лап, 3 гв. лабр | 7 августа 1944                                       |            |
| 2     | Агеев, Филипп Павлович              | гвардии старшина                           | командир огневого взвода, 292 гв. сп, 97 гв. сд                                                                                             | 22 февраля 1944                                      |            |
| 3     | Алексухин, Василий Тимофеевич       | лейтенант                                  | командир звена 617 шап, 291 шад | 4 февраля 1944                                       |            |
| 4     | Алёшкин, Александр Иванович         | старший лейтенант                          | командир минометной роты 142 сп, 5 сд, 63-я армия, Белорусский фронт                                                                        | 27 августа 1943                                      | посмертно  |
| 5     | Антонов, Михаил Моисеевич           | старший лейтенант                          | командир танкового взвода 231 отп, 63-я армия, Белорусский фронт                                                                            | 27 августа 1943                                      | посмертно  |
| 6     | Арапов, Алексей Назарович           | гвардии подполковник                       | начальник штаба 3 гв. вдд, 60-я армия, Центральный фронт                                                                                    | 17 октября 1943                                      | посмертно  |
| 7     | Архипов, Николай Арсентьевич        | капитан                                    | командир эскадрильи 32 иап, 256 ад 5 иак, 2-я воздушная армия, Воронежский фронт                                                            | 28 сентября 1943                                     |            |
| 8     | Астраханцев, Сергей Васильевич      | старший лейтенант                          | командир роты 367 сп, 71 сд, 27-я армия, Воронежский фронт                                                                                  | 25 августа 1944                                      | посмертно  |
| 9     | Ахаев, Филипп Петрович              | гвардии старший сержант                    | командир орудия 200 гв. лап, 3 гв. Бахмачская лабр, 1 гв. Краснознаменная Глуховская дивизия прорыва, 60-я армия, Центральный фронт         | 17 октября 1943                                      |            |
| 10    | Базаров, Иван Фёдорович             | капитан                                    | командир эскадрильи 247 иап, 203 иад, 5-я воздушная армия, Степной фронт                                                                    | 2 сентября 1943                                      |            |
| 11    | Баннов, Павел Илларионович          | сержант                                    | командир расчета противотанкового ружья 79 тб, 19 тк, 70-я армия, Центральный фронт                                                         | 27 августа 1943                                      |            |
| 12    | Барданов, Александр Иванович        | старший лейтенант                          | командир батареи 1251 пап, 39 паб, 17 ад, 7 акп, 27-я армия, Воронежский фронт                                                              | 9 октября 1943                                       |            |
| 13    | Басулин, Евгений Дмитриевич         | капитан                                    | командир эскадрильи 239 иап, 235 иад, 10 иак, 2-я воздушная армия, Воронежский фронт                                                        | 28 сентября 1943                                     |            |
| 14    | Безух, Михаил Иванович              | майор                                      | штурман 565 шап, 224 шад, 1-я воздушная армия, Западный фронт                                                                               | 1 июля 1944                                          |            |
| 15    | Белозерцев, Николай Александрович   | старший сержант                            | командир взвода пешей разведки 955 сп, 309 сд, 40-я армия, Воронежский фронт                                                                | 1 ноября 1943                                        | посмертно  |
| 16    | Бельгин, Андрей Антонович           | гвардии капитан                            | командир батальона 214 гв. сп, 73 гв. сд, 7-я гвардейская армия, Воронежский фронт                                                          | 1 ноября 1943                                        | посмертно  |
| 17    | Белявин, Евель Самуилович           | гвардии старший лейтенант                  | заместитель командира эскадрильи 80 гв. бап, 1 гв. бад, 1 бак, 5-я воздушная армия, Степной фронт                                           | 4 февраля 1944                                       |            |
| 18    | Бисеров, Кузьма Фёдорович           | гвардии ефрейтор                           | наводчик противотанкового орудия 2 сб, 207 гв. сп, 70 гв. сд, 13-я армия, Центральный фронт                                                 | 8 сентября 1943                                      |            |
| 19    | Блохин, Иван Иванович               | майор                                      | штурман 239 вап 235 иад, 10 иак, 2-я воздушная армия, Воронежский фронт                                                                     | 28 сентября 1943                                     |            |
| 20    | Бондаренко, Михаил Захарович        | майор                                      | штурман 198 шап, 233 шад, 1-я воздушная армия, Западный фронт                                                                               | 24 августа 1943; 2-я Золотая Зведа — 6 июня 1944     |            |
| 21    | Борисов, Михаил Фёдорович           | гвардии старший сержант                    | комсорг артиллерийского дивизиона 58 мсб, 2 тк, Воронежский фронт                                                                           | 10 января 1944                                       |            |
| 22    | Борисюк, Иван Иванович              | младший лейтенант                          | командир взвода батареи 45-мм пушек 676 сп, 15 сд, 13-я армия, Центральный фронт                                                            | 7 августа 1943                                       |            |
| 23    | Боровиченко, Мария Сергеевна        | гвардии сержант медицинской службы         | санитарка 32 гв. ап, 13 гв. сд, 5-я гвардейская армия, Воронежский фронт                                                                    | 6 мая 1965                                           | посмертно  |
| 24    | Брацюк, Николай Захарович           | майор                                      | командир 305 тб, 106 тбр, 12 тк, 3-я гвардейская танковая армия, Брянский фронт                                                             | 15 января 1944                                       | посмертно  |
| 25    | Бреусов, Владимир Ефимович          | рядовой                                    | пулеметчик 960 сп, 299сд, 53-я армия, Степной фронт                                                                                         | 1 ноября 1943                                        |            |
| 26    | Бубнов, Николай Матвеевич           | гвардии полковник                          | командир 11 гв. отбр, 2-я танковая армия, Центральный фронт                                                                                 | 4 ноября 1943                                        | посмертно  |
| 27    | Бурцев, Дмитрий Петрович            | гвардии сержант                            | наводчик орудия 34 гв. ап, 6 гв. сд, 13-я армия, Центральный фронт                                                                          | 16 октября 1943                                      |            |
| 28    | Буряк, Николай Васильевич           | старший лейтенант                          | командир авиаэскадрильи 247 иап, 203 иад, 1 шак, 5-я воздушная армия, Степной фронт                                                         | 4 февраля 1944                                       |            |
| 29    | Бутенко, Иван Ефимович              | гвардии лейтенант                          | командир танка 25 гв. тбр, 2 гв. тк, Воронежский фронт                                                                                      | 10 января 1944                                       |            |
| 30    | Бутырин, Иван Ульянович             | гвардии лейтенант                          | командир танкового батальона 27 гв. тбр, 7-я гвардейская армия, Воронежский фронт                                                           | 26 октября 1943                                      | посмертно  |
| 31    | Буянов, Виктор Николаевич           | майор                                      | заместитель командира полка по политчасти 146 иап, 7 гв. иад, 2 иак, 15-я воздушная армия, Брянский фронт                                   | 2 сентября 1943                                      |            |
| 32    | Ванахун, Манзус                     | сержант                                    | командир минометного расчета 232 мп, 11 мбр, 12 ад, 4 акп, 13-я армия, Центральный фронт                                                    | 8 сентября 1943                                      | посмертно  |
| 33    | Варчук, Николай Изотович            | майор                                      | командир полка 737 иап, 291 шад, 2-я воздушная армия, Воронежский фронт                                                                     | 28 сентября 1943                                     |            |
| 34    | Васюта, Сергей Трофимович           | гвардии младший сержант                    | командир разведывательного танка Т-70 отдельной разведывательной роты 9-й гв. мехбригады 3-го гв. мехкорпуса, 47-я армия, Воронежский фронт | 3 июня 1944                                          | посмертно  |
| 35    | Вдовытченко, Иван Григорьевич       | рядовой                                    | пулеметчмк 764 сп, 232 сд, 38-я армия, Воронежский фронт                                                                                    | 10 января 1944                                       | посмертно  |
| 36    | Венцов, Владимир Кириллович         | лейтенант                                  | командир взвода 2-й пулеметной роты, 1185 сп, 356 сд, 61-я армия, Центральный фронт                                                         | 15 января 1944                                       | посмертно  |
| 37    | Вергун, Яков Пантелеймонович        | капитан                                    | заместитель начальника штаба 181 трб, 18 тк, 5-я гвардейская танковая армия, Воронежский фронт                                              | 22 февраля 1944                                      |            |
| 38    | Видулин, Николай Гаврилович         | лейтенант                                  | командир взвода 438 сп, 129 сд, 63-я армия, Брянский фронт                                                                                  | 27 августа 1943                                      |            |
| 39    | Власов, Алексей Алексеевич          | гвардии старшина                           | командир орудия 122 гв. ап, 51 гв. сд, 6-я гвардейская армия, Воронежский фронт                                                             | 21 сентября 1943                                     | посмертно  |
| 40    | Волков, Пётр Павлович               | гвардии рядовой                            | заряжающий орудия 84 гв. оиптдн, 75 гв. сд, 13-я армия, Центральный фронт                                                                   | 7 августа 1943                                       | посмертно  |
| 41    | Волох, Анатолий Александрович       | сержант                                    | разведчик 12 оразведб, 2 тк, 40-я армия, Воронежский фронт                                                                                  | 17 ноября 1943                                       | посмертно  |
| 42    | Востриков, Тимофей Иванович         | сержант                                    | наводчик орудия 12 иптап, 6 тк, 1-я танковая армия, Воронежский фронт                                                                       | 21 сентября 1943                                     | посмертно  |
| 43    | Вотинов, Степан Парфёнович          | старший сержант                            | командир орудия 227 оиптдн, 186 сд, 3-я армия, Брянский фронт                                                                               | 4 мая 1944                                           | посмертно  |
| 44    | Гаврилов, Пётр Иванович             | гвардии майор                              | командир эскадрильи 99 гв. орап, 15-я воздушная армия, Брянский фронт                                                                       | 2 сентября 1943                                      |            |
| 45    | Гагкаев, Алихан Андреевич           | старший лейтенант                          | командир батареи 1008 иптап, 1-я танковая армия, Воронежский фронт                                                                          | 6 мая 1965                                           | посмертно  |
| 46    | Гайдаш, Александр Никитович         | младший лейтенант                          | командир огневого взвода 92 тгабр, 17 ад, 7 акп, 27-я армия, Воронежский фронт                                                              | 9 января 1943                                        |            |
| 47    | Гаркуша, Фёдор Иванович             | гвардии лейтенант                          | командир взвода конной разведки 224 гв. сп, 72 сд, 7-я гвардейская армия, Степной фронт                                                     | 22 февраля 1944                                      |            |
| 48    | Голубев, Виктор Максимович          | гвардии майор                              | командир эскадрильи 58 гв. шап, 2 гв. шад, 16-я воздушная армия, Центральный фронт                                                          | 24 августа 1943; 1-я Звезда — 12 августа 1942        |            |
| 49    | Горовец, Александр Константинович   | гвардии лейтенант                          | заместитель командира эскадрильи 88 гв. иап, 8 гв. иад, 5 иак, 2-я воздушная армия, Воронежский фронт                                       | 28 сентября 1943                                     | посмертно  |
| 50    | Гриб, Андрей Андреевич              | гвардии капитан                            | командир батареи 124 гв. ап, 52 гв. сд, 6-я гвардейская армия, Воронежский фронт                                                            | 21 сентября 1943                                     |            |
| 51    | Губарь, Александр Герасимович       | лейтенант                                  | командир батареи 872 гап, 32 габр, 12 ад, 4 акп, 7-я армия, Центральный фронт                                                               | 29 сентября 1943                                     | посмертно  |
| 52    | Гулаев, Николай Дмитриевич          | старший лейтенант                          | заместитель командира эскадрильи 27 иап, 25 иад, 5 иак, 2-я воздушная армия, Воронежский фронт                                              | 28 сентября 1943                                     |            |
| 53    | Гуртьев, Леонтий Николаевич         | генерал-майор                              | командир 308 сд, 3-я армия, Брянский фронт                                                                                                  | 27 августа 1943                                      | посмертно  |
| 54    | Гутник, Иосиф Михайлович            | старший сержант                            | старшина роты 1172 сп, 348 сд, 63-я армия, Брянский фронт                                                                                   | 27 августа 1943                                      |            |
| 55    | Данилов, Андрей Борисович           | гвардии сержант                            | командир орудия 233 гв. ап, 95 гв. сд, 5-я гвардейская армия, Воронежский фронт                                                             | 24 декабря 1943                                      |            |
| 56    | Даулитбеков, Амантай                | старший сержант                            | командир орудия 1180 иптап,13 иптабр, 2-я танковая армия, Центральный фронт                                                                 | 24 декабря 1943                                      | посмертно  |
| 57    | Денисов, Сергей Евдокимович         | гвардии лейтенант                          | командир артиллерийской батареи 207 гв. сп, 70 гв. сд, 13-я армия, Центральный фронт                                                        | 7 августа 1943                                       |            |
| 58    | Денчик, Николай Фёдорович           | гвардии старший лейтенант                  | заместитель командира эскадрильи 64 гв. иап 1 гв. иак, 15-я воздушная армия, Брянский фронт                                                 | 4 февраля 1944                                       |            |
| 59    | Деревянко, Алексей Акимович         | гвардии младший лейтенант                  | командир взвода противотанковых орудий 47 гв. сп, 15 гв. сд, 7-я гвардейская армия, Воронежский фронт                                       | 10 января 1944                                       | посмертно  |
| 60    | Дмитриев, Николай Павлович          | гвардии капитан                            | командир эскадрильи 5 гв. иап, 27 иад, 3 сак, 17-я воздушная армия, Юго-Западный фронт                                                      | 24 августа 1943                                      |            |
| 61    | Добродецкий, Анатолий Васильевич    | младший лейтенант                          | летчик 297 иап, 302 иад, 4 иак, 5-я воздушная армия, Степной фронт                                                                          | 4 февраля 1944                                       | посмертно  |
| 62    | Дунаев, Николай Пантелеевич         | капитан                                    | командир эскадрильи 27 иап, 203 иад, 1 шак, 5-я воздушная армия, Степной фронт                                                              | 2 сентября 1943                                      |            |
| 63    | Ермолаев, Иван Дмитриевич           | сержант                                    | наводчик орудия 1839 иптап, 27 оиптабр, 6-я гвардейская армия, Воронежский фронт                                                            | 24 декабря 1943                                      |            |
| 64    | Ерохин, Алексей Фёдорович           | старший сержант                            | командир орудия 1177 иптаб, 14 иптабр, 2-я воздушная армия, Воронежский фронт                                                               | 21 сентября 1943                                     | посмертно  |
| 65    | Женченко, Владимир Васильевич       | лейтенант                                  | командир взвода 960 сп, 299 сд, 53-я армия, Степной фронт                                                                                   | 1 ноября 1943                                        |            |
| 66    | Жигарин, Фёдор Александрович        | старший лейтенант                          | командир эскадрильи 299 шап, 290 шад, 3 сак, 17-я воздушная армия, Юго-Западный фронт                                                       | 8 сентября 1943                                      |            |
| 67    | Жуков, Александр Петрович           | гвардии капитан                            | командир стрелкового батальона 9 гв. вдп, 4 гв. вдд, 13-я армия, Центральный фронт                                                          | 10 января 1944                                       | посмертно  |
| 68    | Жуков, Иван Фёдорович               | старший сержант                            | командир орудия 868 иптап, 40-я армия, Воронежский фронт                                                                                    | 21 сентября 1943                                     |            |
| 69    | Завертяев, Вениамин Анисимович      | старший лейтенант                          | помощник начальника штаба по разведке 201 сп, 84 сд, 53-я армия, Степной фронт                                                              | 1 ноября 1943                                        |            |
| 70    | Зайцев, Василий Александрович       | гвардии подполковник                       | командир 5 гв. иап, 27 иад, 3 сак, 17-я воздушная армия, Юго-Западный фронт                                                                 | 24 августа 1943; 1-я Звезда — 5 мая 1942             |            |
| 71    | Зайцев, Иван Фёдорович              | сержант                                    | наводчик орудия 12 иптап, 6 тк, 6-я гвардейская армия, Воронежский фронт                                                                    | 21 сентября 1943                                     |            |
| 72    | Замула, Михаил Кузьмич              | лейтенант                                  | командир танкового взвода 200 тбр, 6 тк, 1-я танковая армия, Воронежский фронт                                                              | 10 января 1944                                       |            |
| 73    | Зверинцев, Николай Михайлович       | младший лейтенант                          | комсорг батальона 858 сп, 283 сд, 3-я армия, Брянский фронт                                                                                 | 15 января 1944                                       | посмертно  |
| 74    | Зинченко, Иван Трофимович           | старший сержант                            | командир пулеметного взвода 447 мсб, 1 мбр, 3 мк, 1-я танковая армия, Воронежский фронт                                                     | 10 января 1944                                       | посмертно  |
| 75    | Зорин, Сергей Петрович              | гвардии сержант                            | командир отделения связи 214 гв. сп, 73 гв. сд, 7-я гвардейская армия, Воронежский фронт                                                    | 1 ноября 1943                                        |            |
| 76    | Зотов, Матвей Иванович              | майор                                      | штурман 427 иап, 294 иад, 4 иак, 2-я воздушная армия, Воронежский фронт                                                                     | 28 сентября 1943                                     |            |
| 77    | Зуев, Кузьма Андреевич              | ефрейтор                                   | командир 76-мм орудия артиллерийской батареи 1019 сп, 307 сд, 13-я армия, Центральный фронт                                                 | 7 августа 1943                                       |            |
| 78    | Иванов, Николай Павлович            | гвардии подполковник                       | командир полка 63 гв. иап, 3 гв. иад, 1 гв. иак, 15-я воздушная армия, Брянский фронт                                                       | 2 сентября 1943                                      |            |
| 79    | Иванов, Николай Петрович            | майор                                      | командир полка 872 гап, 32 габр, 12 ад, 4 акп, 13-я армия, Центральный фронт                                                                | 7 августа 1943                                       |            |
| 80    | Игишев, Георгий Иванович            | капитан                                    | командир батареи иптап, 3 ибр, 2 ид, 70-я армия, Центральный фронт                                                                          | 7 августа 1943                                       | посмертно  |
| 81    | Ильченко, Семён Максимович          | старший лейтенант                          | командир взвода противотанковых ружей 1031 сп, 28 сд, 70-я армия, Центральный фронт                                                         | 27 августа 1943                                      |            |
| 82    | Илясов, Иван Васильевич             | гвардии капитан                            | командир роты 214 гв. сп, 73 гв. сд, 7-я гвардейская армия, Воронежский фронт                                                               | 1 ноября 1943                                        | посмертно  |
| 83    | Ионосьян, Владимир Абрамович        | гвардии лейтенант                          | командир взвода 27 гв. сп, 11 гв. сд, 11-я гвардейская армия, Западный фронт                                                                | 27 августа 1943                                      |            |
| 84    | Калинин, Алексей Николаевич         | старший сержант                            | помощник командира взвода 764 сп, 232 сд, 38-я армия, Воронежский фронт                                                                     | 10 января 1944                                       | посмертно  |
| 85    | Калустов, Григорий Шаумович         | гвардии полковник                          | заместитель командира по политчасти 11 гв. отбр, 2-я танковая армия, Центральный фронт                                                      | 4 ноября 1943                                        | посмертно  |
| 86    | Камалдинов, Фарах Гимдеевич         | младший лейтенант                          | командир взвода автоматчиков 410 сп, 81 сд, 13-я армия, Центральный фронт                                                                   | 27 августа 1943                                      |            |
| 87    | Кандауров, Пётр Степанович          | майор                                      | командир полка 670 зенап, 5 зенад, 7-я гвардейская армия, Степной фронт                                                                     | 22 февраля 1944                                      | посмертно  |
| 88    | Карнач, Степан Андреевич            | гвардии капитан                            | штурман 247 иап, 203 иад, 1 шак, 5-я воздушная армия, Степной фронт                                                                         | 4 февраля 1944                                       |            |
| 89    | Кинжаев, Ходи Исабаевич             | старший сержант                            | командир орудия 1177 иптап, 14 оиптабр, 2-я воздушная армия, Воронежский фронт                                                              | 21 сентября 1943                                     |            |
| 90    | Клепиков, Николай Фёдорович         | гвардии капитан                            | штурман 41 гв. иап, 8 гв. иад, 2-я воздушная армия, Воронежский фронт                                                                       | 28 сентября 1943                                     |            |
| 91    | Кобзарь, Яков Трофимович            | старший лейтенант                          | командир танковой роты 2 тбр, 6 тк, 1-я танковая армия, Воронежский фронт                                                                   | 4 октября 1990                                       | посмертно  |
| 92    | Козьяков, Николай Дмитриевич        | гвардии капитан                            | заместитель командира батальона по политчасти 9 гв. вдсп, 4 гв. вдд, 13-я армия, Центральный фронт                                          | 10 января 1944                                       | посмертно  |
| 93    | Колбасов, Николай Илларионович      | младший лейтенант                          | командир огневого взвода 199 гв. ап, 94 гв. сд, 69-я армия, Степной фронт                                                                   | 22 февраля 1944                                      |            |
| 94    | Колесников, Владимир Михайлович     | гвардии лейтенант                          | командир пулеметной роты 229 гв. сп, 72 гв. сд, 7-я гвардейская армия, Степной фронт                                                        | 1 ноября 1943                                        |            |
| 95    | Колесниченко, Степан Калинович      | лейтенант                                  | помощник командира полка по воздушно-стрелковой службе 519 иап, 283 иад, 16-я воздушная армия, Центральный фронт                            | 2 сентября 1943                                      |            |
| 96    | Колтыга, Фёдор Андреевич            | гвардии старший сержант                    | командир орудия 4 гв. иптап, 6-я гвардейская армия, Воронежский фронт                                                                       | 21 сентября 1943                                     |            |
| 97    | Кольцов, Алексей Иванович           | майор                                      | командир полка 937 иап, 322 иад, 15-я воздушная армия, Брянский фронт                                                                       | 2 сентября 1943                                      |            |
| 98    | Кондратенко, Иван Васильевич        | старший сержант                            | командир орудия 611 иптап, 6-я гвардейская армия, Воронежский фронт                                                                         | 21 сентября 1943                                     |            |
| 99    | Конорев, Иван Алексеевич            | гвардии старший лейтенант                  | командир танкового взвода 27 гв. тбр, 7-я гвардейская армия, Воронежский фронт                                                              | 26 октября 1943                                      | посмертно  |
| 100   | Корниенко, Иван Михеевич            | капитан                                    | командир эскадрильи 270-го иап, 203 иад, 5-я воздушная армия, Степной фронт                                                                 | 2 сентября 1943                                      |            |
| 101   | Косолапов, Филипп Макарович         | гвардии старший лейтенант                  | командир эскадрильи 2 гв. иап, 322 иад, 2 иак, 1-я воздушная армия, Западный фронт                                                          | 2 сентября 1943                                      |            |
| 102   | Кошкаров, Григорий Никифорович      | лейтенант                                  | командир огневого взвода батареи противотанковых орудий 15 мсбр, 16 тк, 2-я танковая армия, Центральный фронт                               | 15 января 1944                                       | посмертно  |
| 103   | Кравченко, Фёдор Тихонович          | лейтенант                                  | командир пулеметного взвода 518 сп, 129 сд, 63-я армия, Брянский фронт                                                                      | 27 августа 1943                                      |            |
| 104   | Красота, Георгий Тимофеевич         | старший лейтенант                          | командир эскадрильи 667 шап, 292 шад, 5-я воздушная армия, Степной фронт                                                                    | 4 февраля 1944                                       |            |
| 105   | Кривонос, Александр Владимирович    | сержант                                    | снайпер 21 сп, 84 сд, 53-я армия, Степной фронт                                                                                             | 22 февраля 1944                                      |            |
| 106   | Кубарев, Василий Николаевич         | гвардии майор                              | командир эскадрильи 65 гв. иап, 4 гв. иад, 15-я воздушная армия, Брянский фронт                                                             | 28 сентября 1943                                     |            |
| 107   | Кудашов, Георгий Максимович         | младший лейтенант                          | командир пулеметного взвода 391 сп, 17 сд, 48-я армия, Центральный фронт                                                                    | 15 января 1943                                       |            |
| 108   | Кузёнов, Иван Петрович              | гвардии младший лейтенант                  | летчик 66 гв. иап, 4 гв. иад, 1 гв. иак, 2-я воздушная армия, Брянский фронт                                                                | 28 сентября 1943                                     |            |
| 109   | Кузнецов, Василий Григорьевич       | гвардии старший лейтенант                  | заместитель командира батальона 229 гв. сп, 72 гв. сд, 7-я гвардейская армия, Воронежский фронт                                             | 27 августа 1943                                      |            |
| 110   | Кузнецов, Евгений Иванович          | гвардии лейтенант                          | командир танка 152 тб, 21 гв. тбр, 5 гв. тк, 1-я танковая армия, Воронежский фронт                                                          | 10 января 1944                                       |            |
| 111   | Кузнецов, Михаил Васильевич         | майор                                      | командир 814 иап, 207 иад, 3 сак, 17-я воздушная армия, Юго-Западный фронт                                                                  | 8 сентября 1943                                      |            |
| 112   | Кукунин, Сергей Александрович       | гвардии рядовой                            | пулеметчик 40 гв. сп, 11 гв. сд, 11-я гвардейская армия, Западный фронт                                                                     | 4 июня 1944                                          | посмертно  |
| 113   | Кулешов, Владимир Кузьмич           | гвардии старший лейтенант                  | штурман 40 гв. ипа 8 гв. иад 5 иак, 2-я воздушная армия, Воронежский фронт                                                                  | 4 февраля 1944                                       |            |
| 114   | Кушлянский, Ростислав Николаевич    | гвардии младший лейтенант                  | командир огневого взвода 199 гв. ап, 94 гв. сд, 69-я армия, Воронежский фронт                                                               | 22 февраля 1944                                      |            |
| 115   | Лабутин, Константин Алексеевич      | старший лейтенант                          | летчик-истребитель 927 иап, 2-я воздушная армия, Воронежский фронт                                                                          | 26 июня 1991                                         |            |
| 116   | Ларкин, Иван Иванович               | ефрейтор                                   | снайпер 1183 сп, 356 сд, 61-я армия, Брянский фронт                                                                                         | 15 января 1944                                       |            |
| 117   | Латышев, Владимир Александрович     | гвардии старший лейтенант                  | заместитель командира эскадрильи 67 гв. иап, 1 гв. иад, 16-я воздушная армия, Центральный фронт                                             | 4 февраля 1944                                       |            |
| 118   | Лаухин, Александр Кириллович        | гвардии старший лейтенант                  | командир эскадрильи 1 гв. иап, 7 гв. иад, 2 иак, 15-я воздушная армия, Брянский фронт                                                       | 2 сентября 1943                                      |            |
| 119   | Лебедев, Алексей Иванович           | сержант                                    | командир орудия 869 сп, 211 сд, 70-я армия, Центральный фронт                                                                               | 16 октября 1943                                      | посмертно  |
| 120   | Левченко, Василий Галактионович     | старший лейтенант                          | заместитель командира батальона 322 сп, 241 сд, 27-я армия, Воронежский фронт                                                               | 10 января 1944                                       | посмертно  |
| 121   | Лисицын, Дмитрий Фёдорович          | гвардии старший лейтенант                  | летчик 98 гв. отдельного дальнего разведывательного ап, Центральный фронт                                                                   | 28 сентября 1943                                     |            |
| 122   | Литвиненко, Григорий Евлампиевич    | сержант                                    | командир орудия 1180 иптап, 13 иптабр, 2-я воздушная армия, Центральный фронт                                                               | 24 декабря 1943                                      |            |
| 123   | Лобанов, Александр Васильевич       | гвардии старший лейтенант                  | заместитель командира эскадрильи 41 гв. иап, 8 гв. иад, 5 иак, 2-я воздушная армия, Воронежский фронт                                       | 28 сентября 1943                                     |            |
| 124   | Ловчев, Виктор Константинович       | гвардии младший лейтенант                  | командир огневого взвода 167 гв. лап, 3 гв. лабр, 1 гв. ад, 70-я армия, Центральный фронт                                                   | 8 сентября 1943                                      |            |
| 125   | Ломакин, Алексей Максимович         | гвардии рядовой                            | стрелок 215 гв. сп, 77 гв. сд, 61-я армия, Брянский фронт                                                                                   | 15 января 1944                                       | посмертно  |
| 126   | Ломакин, Василий Андреевич          | полковник                                  | командир 195 тбр, 15 тк, 3-я гвардейская танковая армия, Брянский фронт                                                                     | 4 июня 1944                                          | посмертно  |
| 127   | Лосев, Алексей Пантелеевич          | старший лейтенант                          | командир батареи 1177 иптап, 14 иптабр, Воронежский фронт                                                                                   | 21 сентября 1943                                     |            |
| 128   | Луганский, Сергей Данилович         | капитан                                    | командир эскадрильи 270 иап, 203 иад, 1 шак, 5-я воздушная армия, Степной фронт                                                             | 2 сентября 1943; 2-я Золотая Звезда — 1 апреля 1944  |            |
| 129   | Луцкий, Владимир Александрович      | гвардии капитан                            | командир эскадрильи 32 гв. иап, 3 гв. иад, 1 гв. иак, 15-я воздушная армия, Брянский фронт                                                  | 24 августа 1943                                      |            |
| 130   | Лысенко, Иван Тимофеевич            | старший сержант                            | помощник командира взвода 600 сп, 147 сд, 27-я армия, Воронежский фронт                                                                     | 10 января 1944                                       |            |
| 131   | Майоров, Алексей Дмитриевич         | сержант                                    | командир орудия 680 иптап, 27-я армия, Воронежский фронт                                                                                    | 24 декабря 1943                                      | посмертно  |
| 132   | Малов, Михаил Семёнович             | капитан                                    | командир эскадрильи 800 шап, 292 шад, 1 шак, 2-я воздушная армия, Воронежский фронт                                                         | 28 сентября 1943                                     | посмертно  |
| 133   | Маресева, Зинаида Ивановна          | гвардии старший сержант медицинской службы | санинструктор санитарного взвода 214 гв.сп, 73 гв. сд, 7-я гвардейская армия, Степной фронт                                                 | 22 февраля 1944                                      | посмертно  |
| 134   | Маресьев, Алексей Петрович          | гвардии старший лейтенант                  | заместитель командира эскадрильи 63 гв. иап, 3 гв. иад, 1 гв. иак, 15-я воздушная армия, Брянский фронт                                     | 24 августа 1943                                      |            |
| 135   | Маринченко, Николай Данилович       | лейтенант                                  | командир взвода 457 сп, 129 сд, 63-я армия, Брянский фронт                                                                                  | 27 августа 1943                                      | посмертно  |
| 136   | Мартехов, Василий Фёдорович         | гвардии старший лейтенант                  | командир танковой роты 27 гв. тбр, 7-я гвардейская армия, Воронежский фронт                                                                 | 26 октября 1943                                      | посмертно  |
| 137   | Махотин, Борис Владимирович         | гвардии старшина                           | командир отделения пулеметной роты 199 гв. сп, 76 гв. сд, 6-я гвардейская армия, Воронежский фронт                                          | 27 августа 1943                                      |            |
| 138   | Маширь, Иван Васильевич             | старший сержант                            | командир взвода батареи 45-мм пушек 382 сп, 84 сд, 53-я армия, Степной фронт                                                                | 1 ноября 1943                                        |            |
| 139   | Меркушев, Василий Афанасьевич       | майор                                      | командир 270 иап, 203 иад, 1 шак, 5-я воздушная армия, Степной фронт                                                                        | 2 сентября 1943                                      |            |
| 140   | Мироненко, Виктор Арсентьевич       | капитан                                    | командир 461 адн, 1 мбр, 1-я танковая армия, Воронежский фронт                                                                              | 3 июня 1944                                          | посмертно  |
| 141   | Молчанов, Евгений Михайлович        | гвардии рядовой                            | заместитель командира пулеметного отделения 223 гв. сп, 78 гв. сд, 7-я гвардейская армия, Воронежский фронт                                 | 1 ноября 1943                                        | посмертно  |
| 142   | Морозов, Иван Иванович              | старший лейтенант                          | командир взвода 868 иптап, 40-я армия, Воронежский фронт                                                                                    | 21 сентября 1943                                     |            |
| 143   | Морозов, Иван Константинович        | старший лейтенант                          | командир батареи 11 ап, 73 сд, 48-я армия, Центральный фронт                                                                                | 16 ноября 1943                                       | посмертно  |
| 144   | Моченков, Леонид Иванович           | капитан                                    | командир мотострелкового батальона 106 тбр, 6 гв. тк., 3-я гвардейская танковая армия, Центральный фронт                                    | 15 января 1944                                       |            |
| 145   | Мурашев, Алексей Андрианович        | гвардии капитан                            | командир эскадрильи 3 гв. иап, 235 иад, 10 иак, 2-я воздушная армия, Воронежский фронт                                                      | 28 сентября 1943                                     |            |
| 146   | Мухамадиев, Хамза Мурсалиевич       | гвардии старший сержант                    | помощник командира взвода 205 гв. сп, 70 гв. сд, 13-я армия, Центральный фронт                                                              | 27 августа 1943                                      |            |
| 147   | Немцев, Иван Спиридонович           | сержант                                    | командир пулеметного отделения 548 сп, 116 сд, 53-я армия, Степной фронт                                                                    | 10 ноября 1943                                       |            |
| 148   | Несговоров, Тимофей Егорович        | сержант                                    | командир отделения 318 сп, 241 сд, 27-я армия, Воронежский фронт                                                                            | 10 января 1944                                       | посмертно  |
| 149   | Нестеров, Иван Нестерович           | рядовой                                    | орудийный номер 5 батареи 680 иптап, 27-я армия, Воронежский фронт                                                                          | 24 декабря 1943                                      | посмертно  |
| 150   | Нефёдов, Василий Фёдорович          | лейтенант                                  | командир огневого взвода 611 иптап, 6-я гвардейская армия, Воронежский фронт                                                                | 21 сентября 1943                                     |            |
| 151   | Николаев, Михаил Архипович          | сержант                                    | наводчик орудия 496 иптап, 6-я гвардейская армия, Воронежский фронт                                                                         | 21 сентября 1943                                     | посмертно  |
| 152   | Овинников, Сергей Михайлович        | сержант                                    | командир орудия 314 ап, 149 сд, 65-я армия, Центральный фронт                                                                               | 29 сентября 1943                                     | посмертно  |
| 153   | Одинцов, Михаил Петрович            | старший лейтенант                          | командир эскадрильи 820 шап, 292 шад, 1 шак, 4-я воздушная армия, Степной фронт                                                             | 4 февраля 1944; 2-я Золотая Звезда — 27 июня 1945    |            |
| 154   | Окороков, Матвей Петрович           | лейтенант                                  | командир взвода 209 тб, 88 тбр, 15 тк, 3-я гвардейская танковая армия, Брянский фронт                                                       | 23 сентября 1943                                     |            |
| 155   | Орешков, Сергей Николаевич          | гвардии младший лейтенант                  | командир взвода 124 гв. сп, 41 гв. сд, 57-я армия, Степной фронт                                                                            | 20 декабря 1943                                      | посмертно  |
| 156   | Ошмарин, Иван Константинович        | старший сержант                            | командир орудия 148 оиптдн, 73 сд, 48-я армия, Центральный фронт                                                                            | 16 ноября 1943                                       | посмертно  |
| 157   | Панин, Борис Владимирович           | гвардии младший лейтенант                  | командир звена 82 гв. бап, 1 гв. бад, 1 бак, 2-я воздушная армия, Воронежский фронт                                                         | 2 сентября 1943                                      |            |
| 158   | Панов, Пётр Яковлевич               | сержант                                    | командир орудия 729 отптдн, 16 тк, 2-я танковая армия, Центральный фронт                                                                    | 7 августа 1943                                       |            |
| 159   | Пархоменко, Николай Кириллович      | гвардии младший сержант                    | командир орудийного расчета 124 гв.ап, 52 гв.сд, 6-я гвардейская армия, Воронежский фронт                                                   | 21 сентября 1943                                     |            |
| 160   | Паршин, Виктор Степанович           | лейтенант                                  | командир взвода 32 тбр, 29 тк, 5-я гвардейская танковая армия, Степной фронт                                                                | 15 января 1944                                       | посмертно  |
| 161   | Патраков, Александр Фёдорович       | младший лейтенант                          | командир взвода 603 осапб, 322 сд, 60-я армия, Центральный фронт                                                                            | 16 октября 1943                                      | посмертно  |
| 162   | Певунов, Виктор Иванович            | гвардии лейтенант                          | командир огневого взвода батареи 76-мм пушек 288 гв. сп, 94 гв. сд, 69-я армия, Степной фронт                                               | 22 февраля 1944                                      |            |
| 163   | Петрищев, Василий Петрович          | старший лейтенант                          | командир роты 960 сп, 299 сд, 53-я армия, Степной фронт                                                                                     | 1 ноября 1943                                        |            |
| 164   | Петров, Алексей Иванович            | гвардии младший сержант                    | командир орудия 84 гв. оиптдн, 75 гв. сд, 13-я армия, Центральный фронт                                                                     | 7 августа 1943                                       | посмертно  |
| 165   | Петухов, Алексей Сафронович         | младший сержант                            | командир отделения роты противотанковых ружей 298 сп, 186 сд, 3-я армия, Брянский фронт                                                     | 4 июня 1944                                          |            |
| 166   | Пименов, Иван Тимофеевич            | гвардии рядовой                            | наводчик орудия 167 гв. лап, 3 гв. лабр, 1 гв. ад, Центральный фронт                                                                        | 8 сентября 1943                                      | посмертно  |
| 167   | Писклов, Василий Емельянович        | гвардии старший сержант                    | помощник командира взвода 207 гв. сп, 70 гв. сд, 13-я армия, Центральный фронт                                                              | 27 августа 1943                                      |            |
| 168   | Поликанов, Герасим Павлович         | старший сержант                            | помощник командира взвода 960 сп, 299 сд, 53-я армия, Степной фронт                                                                         | 1 ноября 1943                                        |            |
| 169   | Пологов, Павел Андреевич            | майор                                      | штурман 737 иап, 207 иад, 3 сак, 17-я воздушная армия, Юго-Западный фронт                                                                   | 2 сентября 1943                                      |            |
| 170   | Поляков, Виталий Константинович     | гвардии младший лейтенант                  | старший летчик 54 гв. иап, 1 гв. иад, 16-я воздушная армия, Центральный фронт                                                               | 2 сентября 1943                                      |            |
| 171   | Попков, Виталий Иванович            | гвардии младший лейтенант                  | командир звена 5 гв. иап, 207 иад, 3 сак, 17-я воздушная армия, Юго-Западный фронт                                                          | 8 сентября 1943; 2-я Золотая Звезда — 27 июня 1945   |            |
| 172   | Попов, Леонид Ильич                 | младший сержант                            | наводчик орудия 1010 ап, 241 сд, 27-я армия, Воронежский фронт                                                                              | 10 января 1944                                       |            |
| 173   | Посохов, Григорий Степанович        | старший сержант                            | командир отделения 845 сп, 303 сд, 57-я армия, Степной фронт                                                                                | 20 декабря 1943                                      |            |
| 174   | Потапов, Михаил Феофанович          | капитан                                    | командир батареи 1188 иптап, 13 иптабр, 2-я танковая армия, Центральный фронт                                                               | 7 августа 1943                                       | посмертно  |
| 175   | Прудкий, Николай Петрович           | лейтенант                                  | командир взвода разведки 23 тб, 89 тбр, 1 тк, 11-я гвардейская армия, Западный фронт                                                        | 4 июня 1944                                          | посмертно  |
| 176   | Расковинский, Цезарь Селиверстович  | гвардии сержант                            | наводчик орудия артиллерийской батареи 286 гв. сп, 94 гв. сд, 69-я армия, Воронежский фронт                                                 | 24 декабря 1943                                      |            |
| 177   | Резник, Фёдор Григорьевич           | гвардии старший сержант                    | командир орудия 167 гв. лап, 3 гв. лабр, 1 гв. ад, 70-я армия, Центральный фронт                                                            | 8 сентября 1943                                      | посмертно  |
| 178   | Репутин, Самойло Михайлович         | старший лейтенант                          | командир батареи 449 иптап, 2 иптабр, 13-я армия, Центральный фронт                                                                         | 7 августа 1943                                       |            |
| 179   | Родионов, Сергей Иванович           | гвардии лейтенант                          | командир батареи 167 гв. лап, 3 гв. лабр, 1 гв. ад, 70-я армия, Центральный фронт                                                           | 7 августа 1943                                       |            |
| 180   | Романенко, Александр Сергеевич      | майор                                      | штурман 91 иап, 256 иад, 5 иак, 2-я воздушная армия, Воронежский фронт                                                                      | 28 сентября 1943                                     |            |
| 181   | Салихов, Гатаулла Салихович         | сержант                                    | командир отделения 518 сп, 129 сд, 63-я армия, Брянский фронт                                                                               | 27 августа 1943                                      |            |
| 182   | Самохин, Пётр Филатович             | капитан                                    | заместитель командира мотострелкового батальона 106 тб, 12 тк, 3-я гвардейская танковая армия, Центральный фронт                            | 15 января 1944                                       | посмертно  |
| 183   | Санников, Фёдор Ефимович            | младший сержант                            | наводчик орудия 1260 сп, 380 сд, 3-я армия, Брянский фронт                                                                                  | 4 июня 1943                                          |            |
| 184   | Сапунов, Алексей Дмитриевич         | сержант                                    | командир орудия 54 лап, 16 лабр, 5 ад, 4 акп, 13-я армия, Центральный фронт                                                                 | 7 августа 1943                                       |            |
| 185   | Сгибнев, Григорий Иванович          | гвардии сержант                            | помощник командира взвода 128 гв. сп, 44 гв. сд, 1-я гвардейская армия, Юго-Западный фронт                                                  | 26 октября 1943                                      |            |
| 186   | Седов, Константин Степанович        | старшина                                   | командир орудия батареи 54 лап, 16 лабр, 5 ад, 4 акп, 13-я армия, Центральный фронт                                                         | 7 августа 1943                                       | посмертно  |
| 187   | Семенцов, Михаил Иванович           | гвардии старший лейтенант                  | заместитель командира эскадрильи 41 гв. иап, 8 гв. иад, 5 иак, 2-я воздушная армия, Воронежский фронт                                       | 28 сентября 1943                                     |            |
| 188   | Сергов, Алексей Иванович            | майор                                      | штурман 508 иап, 205 иад, 5 иак, 2-я воздушная армия, Воронежский фронт                                                                     | 28 сентября 1943                                     |            |
| 189   | Серебрянников, Александр Георгиевич | гвардии старший сержант                    | помощник командира взвода 25 гв. сп, 6 гв. сд, 13-я армия, Центральный фронт                                                                | 27 августа 1943                                      | посмертно  |
| 190   | Сивцов, Николай Степанович          | старший лейтенант                          | заместитель командира эскадрильи 867 иап, 207 иад, 3 сак, 17-я воздушная армия, Юго-Западный фронт                                          | 8 сентября 1943                                      |            |
| 191   | Сидоров, Вениамин Андреевич         | старший сержант                            | командир орудия 496 иптап, 6-я гвардейская армия, Воронежский фронт                                                                         | 21 сентября 1943                                     | посмертно  |
| 192   | Сидоров, Георгий Семёнович          | гвардии старший лейтенант                  | командир батареи 205 гв. пап, 1 гв. пабр, 1 гв. ад, 70-я армия, Воронежский фронт                                                           | 8 сентября 1943                                      |            |
| 193   | Сидоров, Иван Дмитриевич            | капитан                                    | командир эскадрильи 92 иап, 279 иад, 6 иак, 16-я воздушная армия, Центральный фронт                                                         | 2 сентября 1943                                      | посмертно  |
| 194   | Силантьев, Иван Матвеевич           | гвардии старший сержант                    | механик водитель танка 9 гв. тбр, 1 гв. мк, 2-я воздушная армия, Юго-Западный фронт                                                         | 28 сентября 1943                                     |            |
| 195   | Силантьев, Михаил Васильевич        | лейтенант                                  | командир роты 33 тб, 33 тбр, 7 гв. мк, 3-я гвардейская танковая армия, Брянский фронт                                                       | 15 января 1944                                       | посмертно  |
| 196   | Скляр, Григорий Аникеевич           | гвардии капитан                            | командир батальона 221 гв. сп, 77 гв. сд, 61-я армия, Брянский фронт                                                                        | 4 июня 1944                                          | посмертно  |
| 197   | Скрылёв, Виктор Васильевич          | младший лейтенант                          | командир огневого взвода 54 лап, 16 лабр, 5 ад, 4 акп, 13-я армия, Центральный фронт                                                        | 7 августа 1943                                       | посмертно  |
| 198   | Соколов, Николай Михайлович         | рядовой                                    | стрелок 896 сп, 211 сд, 13-я армия, Центральный фронт                                                                                       | 16 января 1943                                       |            |
| 199   | Сонин, Иван Егорович                | лейтенант                                  | командир батареи 6 ап, 74 сд, 13-я армия, Центральный фронт                                                                                 | 8 сентября 1943                                      | посмертно  |
| 200   | Сотников, Василий Иванович          | гвардии сержант                            | командир орудия 193 гв. ап, 90 гв. сд, 6-я гвардейская армия, Воронежский фронт                                                             | 21 сентября 1943                                     |            |
| 201   | Спивак, Моисей Лейвикович           | лейтенант                                  | адъютант 409 сп, 137 сд, 48-я армия, Центральный фронт                                                                                      | 27 августа 1943                                      | посмертно  |
| 202   | Старцев, Александр Петрович         | гвардии младший сержант                    | наводчик орудия 122 гв.ап, 51 гв. сд, 6-я гвардейская армия, Воронежский фронт                                                              | 21 сентября 1943                                     |            |
| 203   | Степаненко, Иван Никифорович        | старший лейтенант                          | заместитель командира эскадрильи 4 иап, 11 сак, 15-я воздушная армия, Брянский фронт                                                        | 13 апреля 1944; 2-я Золотая Звезда — 18 августа 1945 |            |
| 204   | Степанов, Олег Николаевич           | старший лейтенант                          | командир взвода 624 сп, 137 сд, 48-я армия, Центральный фронт                                                                               | 23 сентября 1943                                     | посмертно  |
| 205   | Стоцкий, Феодосий Нестерович        | гвардии сержант                            | командир орудия 24 гв. отпабр, Воронежский фронт                                                                                            | 24 декабря 1943                                      |            |
| 206   | Студенников, Яков Степанович        | старший сержант                            | пулеметчик 1019 сп, 307 сд, 48-я армия, Центральный фронт                                                                                   | 15 января 1944                                       |            |
| 207   | Сытов, Иван Никитович               | гвардии лейтенант                          | штурман эскадрильи 5 гв. иап, 207 иад, 3 сак, 17-я воздушная армия, Юго-Западный фронт                                                      | 28 сентября 1943                                     |            |
| 208   | Талалушкин, Николай Степанович      | рядовой                                    | стрелок 862 сп, 197 сд, 11-я армия, Западный фронт                                                                                          | 4 июня 1944                                          | посмертно  |
| 209   | Татаринов, Леонид Михайлович        | гвардии лейтенант                          | командир танка 2 тб, 24 гв. тбр, 5 гв. мк, 5-я гвардейская танковая армия, Степной фронт                                                    | 22 февраля 1944                                      | посмертно  |
| 210   | Татаркин, Пётр Евпсифович           | старший лейтенант                          | командир артиллерийской батареи 434 сп, 169 сд, 11-я гвардейская армия, Западный фронт                                                      | 4 июня 1944                                          | посмертно  |
| 211   | Теплов, Михаил Петрович             | старший лейтенант                          | командир авиационного звена 638 ночного бап, 284 бад, 15-я воздушная армия                                                                  | 5 мая 1991                                           |            |
| 212   | Терезов, Евгений Матвеевич          | гвардии капитан                            | командир дивизиона 124 гв. ап, 52 гв. сд, 6-я гвардейская армия, Воронежский фронт                                                          | 21 сентября 1943                                     |            |
| 213   | Терещук, Иван Андреевич             | капитан                                    | командир танковой роты 216 тб, 12 гв. тбр, 4 гв. тк, 60-я армия, Центральный фронт                                                          | 10 января 1944                                       |            |
| 214   | Тимощук, Владимир Михайлович        | гвардии сержант                            | разведчик гв. оразр, 28 гв. сд, 53-я армия, Степной фронт                                                                                   | 1 ноября 1943                                        |            |
| 215   | Тогузов, Каурбек Темболатович       | гвардии старший сержант                    | командир орудия 138 гв. ап, 67 гв. сд, 6-я гвардейская армия, Воронежский фронт                                                             | 21 сентября 1943                                     |            |
| 216   | Толкачёв, Василий Андреевич         | гвардии лейтенант                          | командир роты 12 гв. сп, 5 гв. сд, 11-я гвардейская армия, Западный фронт                                                                   | 27 августа 1943                                      |            |
| 217   | Трубин, Иван Степанович             | старший сержант                            | командир танка 288 тб, 97 тбр, 12 тк, 3-я гвардейская танковая армия, Брянский фронт                                                        | 23 сентября 1943                                     |            |
| 218   | Уваров, Василий Тимофеевич          | младший лейтенант                          | командир огневого взвода 1180 иптап, 13 оитабр, 2-я танковая армия, Центральный фронт                                                       | 24 декабря 1943                                      | посмертно  |
| 219   | Угловский, Михаил Николаевич        | гвардии майор                              | командир полка 122 гв. ап, 51 гв. сд, 6-я гвардейская армия, Воронежский фронт                                                              | 21 сентября 1943                                     | посмертно  |
| 220   | Умурдинов, Мухитдин                 | старший сержант                            | помощник командира взвода 1022 сп, 269 сд, 3-я армия, Брянский фронт                                                                        | 4 июня 1944                                          |            |
| 221   | Усанин, Илья Афанасьевич            | младший сержант                            | наводчик орудия 23 иптдн, 132 сд, 7-я армия, Центральный фронт                                                                              | 16 ноября 1943                                       | посмертно  |
| 222   | Фадеев, Сергей Михайлович           | рядовой                                    | наводчик орудия 729 оиптдн, 16 тк, 2-я танковая армия, Центральный фронт                                                                    | 8 сентября 1943                                      |            |
| 223   | Фёдоров, Александр Яковлевич        | гвардии старший лейтенант                  | командир звена 32 гв. иап, 3 гв. иад, 1 гв. иак, 15-я воздушная армия, Брянский фронт                                                       | 24 августа 1943                                      |            |
| 224   | Фомин, Михаил Сергеевич             | гвардии сержант                            | наводчик орудия 159 гв. ап, 75 гв. сд, 13-я армия, Центральный фронт                                                                        | 7 августа 1943                                       |            |
| 225   | Фролов, Михаил Павлович             | лейтенант                                  | командир танковой роты 389 тб, 178 тбр, 10 тк, Воронежский фронт                                                                            | 10 января 1944                                       |            |
| 226   | Хамзалиев, Исмаил                   | младший сержант                            | командир расчета орудия 79 тбр, 19 тк, 2-я воздушная армия, Центральный фронт                                                               | 8 сентября 1943                                      |            |
| 227   | Химушин, Николай Фёдорович          | гвардии лейтенант                          | старший летчик 106 гв. иап, 11 гв. иад, 1 гв. сак, 17-я воздушная армия, Юго-Западный фронт                                                 | 4 февраля 1944                                       | посмертно  |
| 228   | Хирков, Степан Игнатьевич           | старшина                                   | помощник командира стрелкового взвода 1322 сп, 413 сд, 5-я армия, Западный фронт                                                            | 3 июня 1944                                          | посмертно  |
| 229   | Хусанов, Зиямат Усманович           | гвардии сержант                            | командир пулеметного расчета 228 гв. сп, 78 гв. сд, 57-я армия, Юго-Западный фронт                                                          | 22 февраля 1944                                      |            |
| 230   | Чеботарёв, Дмитрий Фёдорович        | гвардии младший сержант                    | наводчик орудия 212 гв. сп, 75 гв. сд, 13-я армия, Центральный фронт                                                                        | 7 августа 1943                                       | посмертно  |
| 231   | Чепрасов, Михаил Максимович         | гвардии рядовой                            | орудийный номер 84 гв. оиптдн, 75 гв. сд, 13-я армия, Центральный фронт                                                                     | 7 августа 1943                                       | посмертно  |
| 232   | Черезов, Аркадий Степанович         | гвардии лейтенант                          | командир звена 78гв. шап, 2гв. шад, 16-я воздушная армия, Центральный фронт                                                                 | 13 апреля 1944                                       | посмертно  |
| 233   | Черненко, Василий Фёдорович         | гвардии сержант                            | командир пулеметного взвода 203 гв. сп, 70 гв. сд, 13-я армия, Центральный фронт                                                            | 15 января 1944                                       | посмертно  |
| 234   | Чигин, Леонид Сергеевич             | гвардии полковник                          | командир 113 гв. тбр, 15 гв. тк, 13-я гвардейская танковая армия, Брянский фронт                                                            | 4 июня 1944                                          | посмертно  |
| 235   | Чубуков, Семён Исаакович            | майор                                      | командир 262 тб, 70 тбр, 5 тк, Западный фронт                                                                                               | 10 марта 1944                                        |            |
| 236   | Шаландин, Вальдемар Сергеевич       | гвардии лейтенант                          | командир взвода 1 гв. тбр, 1-я танковая армия, Воронежский фронт                                                                            | 10 января 1944                                       | посмертно  |
| 237   | Шапарь, Григорий Иванович           | младший лейтенант                          | командир взвода управления 1177 иптап, 14 иптабр, Воронежский фронт                                                                         | 21 сентября 1943                                     | посмертно  |
| 238   | Шевцов, Александр Григорьевич       | капитан                                    | штурман 171 иап, 315 иад, 15-я воздушная армия, Брянский фронт                                                                              | 8 сентября 1943                                      |            |
| 239   | Шевцов, Иван Андреевич              | старший лейтенант                          | командир роты 142 тб, 95 тбр, 9 тк, 2-я воздушная армия, Центральный фронт                                                                  | 27 августа 1943                                      |            |
| 240   | Шиленков, Николай Николаевич        | сержант                                    | наводчик орудия 896 сп, 211 сд, 70-я армия, Центральный фронт                                                                               | 28 сентября 1943                                     |            |
| 241   | Шишкин, Александр Павлович          | гвардии капитан                            | заместитель командира эскадрильи 32 гв. иап, 3 гв. иад, 1 гв. иак, 15-я воздушная армия, Брянский фронт                                     | 28 сентября 1943                                     |            |
| 242   | Шкурдалов, Евгений Викторович       | старший лейтенант                          | адъютант, старший батальон 181 тбр, 18 тк, 5-я гвардейская танковая армия, Воронежский фронт                                                | 10 марта 1944                                        |            |
| 243   | Шлепов, Виктор Петрович             | гвардии капитан                            | командир эскадрильи 41 гв. иап, 8 гв. иад, 5 иак, 2-я воздушная армия, Воронежский фронт                                                    | 28 сентября 1943                                     |            |
| 244   | Шпетный, Павел Иванович             | гвардии старший лейтенант                  | командир взвода противотанковых ружей 284 гв. сп, 95 гв. сд, 5-я гвардейская армия, Воронежский фронт                                       | 10 января 1944                                       |            |
| 245   | Шукуров, Ахмеджан                   | сержант                                    | пулеметчик 336 сп, 5 сд, 63-я армия, Брянский фронт                                                                                         | 27 августа 1943                                      |            |
| 246   | Юдин, Алексей Сергеевич             | капитан                                    | командир эскадрильи 183 иап, 294 иад, 4 иак, 2-я воздушная армия, Воронежский фронт                                                         | 28 сентября 1943                                     |            |
| 247   | Яценевич, Виктор Антонович          | рядовой                                    | телефонист роты связи 156 сп, 16 сд, 48-я армия, Центральный фронт                                                                          | 4 июня 1944                                          | посмертно  |